# Khädrub Dragpa Sengge
(Khedrup) Dragpa Senge (1283-1349) was de eerste shamarpa, ook wel shamar rinpoche, een Tibetaans tulku uit de karma kagyütraditie van het Tibetaans boeddhisme. Een tulku is in Tibet een lama die uit mededogen is geïncarneerd om gelovigen te leiden op het pad naar verlichting.

## Reïncarnatielijn
Voorafgaand aan het leven van Khädrub Dragpa Sengge, had de tweede karmapa Karma Pakshi tijdens zijn leven de voorspelling bekendgemaakt dat zijn bewustzijn in twee personen tot uitdrukking zou komen. Ze zouden echter niet gezien moeten worden als identiek, noch als verschillend van elkaar, maar als uitdrukkingen van hetzelfde bewustzijn. Volgens de overlevering verwees hij hiermee op zijn reïncarnatie in de derde karmapa Rangjung Dorje en de eerste shamarpa, ofwel Khädrub Dragpa Sengge.

## Biografie
Khädrub Dragpa Sengge was de belangrijkste leerling van de derde karmapa. De karmapa, houder van de zwarte kroon, gaf hem een identieke robijn-rode kroon en noemde hem shamarpa, dat "houder van de rode kroon" betekent.
Toen de karmapa nog te jong was om leiding te geven aan de karma kagyü had de shamarpa de leiding tevens tot taak om de reïncarnatie van de karmapa te vinden, en vice versa.
Omdat de kagyülinie zich voornamelijk in Kham concentreerde, werd het klooster Yangpachen bij Lhasa in Centraal Tibet aan de shamarpa toegewezen.